# Parafia Niepokalanego Poczęcia Najświętszej Maryi Panny w Świeciu
Parafia Niepokalanego Poczęcia Najświętszej Maryi Panny w Świeciu – parafia rzymskokatolicka w Świeciu należąca do dekanatu Świecie nad Wisłą diecezji pelplińskiej. 
Została utworzona przy klasztorze pobernardyńskim.

## Zasięg parafii
Parafii swoim zasięgiem obejmuje ulice: Batorego, Dr. Bednarza, Hallera, Klasztorna, Kościuszki, Laskowicka, 10 Lutego, Mestwina, Parowa, Podgórna, Sądowa, Średnia, Świętego Wojciecha, Świętopełka, Wojska Polskiego oraz wsie: Wybudowanie Pod Czaple, Morsk.